# Andrei Wladimirowitsch Baranow
Andrei Wladimirowitsch Baranow (russisch Андрей Владимирович Баранов; * 1986 in Leningrad, Sowjetunion) ist ein russischer Geiger und Konzertmeister.

## Leben und Wirken
Baranow begann im Alter von fünf Jahren Violine zu spielen. Von 2005 bis 2009 studierte am Sankt Petersburger Konservatorium bei Lev Ivashchenko, Vladimir Ovcharek und Pavel Popov sowie anschließend am Conservatoire de Lausanne unter anderem bei Pierre Amoyal. Außerdem absolvierte er Meisterklassen bei Boris Kuschnir, Kim Kashkashian und Liana Issakadze. Er gewann internationale Wettbewerbe wie den Concours Musical Reine Elisabeth, den Internationalen Benjamin-Britten-Wettbewerb in London sowie den Internationalen Violinwettbewerb Henri Marteau sowie zahlreiche weitere Wettbewerbe wie den Internationalen David Oistrakh Wettbewerb und den Internationalen Pagagnini-Wettbewerb in Moskau.
Baranow konzertierte in Europa und China mit bedeutenden Orchestern wie dem Royal Philharmonic Orchestra, dem Belgischen Nationalorchester (Orchestre National de Belgique), den Sankt Petersburger Philharmonikern, dem Orchester des Mariinski-Theaters, dem Radio-Sinfonieorchester Stuttgart sowie dem Mahler Chamber Orchestra und arbeitete dabei mit Künstlern zusammen wie Martha Argerich, Julian Rachlin, Teodor Currentzis, Juri Temirkanow, Wladimir Fedossejew, Walter Weller und Vasily Petrenko.
Baranow war 2012 Mitbegründer und ist seitdem 1. Violinist des David Oistrach Quartetts (Dawid Oistrakh Sting Quartet).
Baranow spielte früher die „Milstein“ von Ansaldo Poggi als Leihgabe der japanischen Munetsugu Hall Foundation. Als Gewinner des Concours Reine Elisabeth des Jahres 2012 erhielt er von der Nippon Music Foundation vier Jahre lang die Stradivari „Huggins“ aus dem Jahr 1708.

## Preise (Auswahl)
- 2008: Erster Preis Benjamin-Britten-Wettbewerb in London
- 2008: Erster Preis Internationaler Violinwettbewerb Henri Marteau
- 2012: Erster Preis Concours Reine Elisabeth, Brüssel